# Lucien Poignant
Pour les articles homonymes, voir Poignant.
Lucien Poignant, né à Chambéry le 23 janvier 1905 et mort à Lyon le 11 février 1941, est un peintre français qui s'est consacré avant tout à la peinture de montagne.

## Biographie
Il passe son enfance à Chambéry et y fait ses études secondaires au lycée où son père est surveillant général. Au terme de sa scolarité, il entre comme employé aux écritures à la préfecture de Savoie, profession qu'il abandonne rapidement pour se consacrer à la peinture. Il est encouragé, en cela, par son frère aîné le docteur Roger Poignant qui le pousse à exposer pour la première fois à Saint-Étienne. Il épouse en 1930 Nancie Belle, qu'il rencontre lors d'un concours où elle remporte comme lot un tableau du jeune Lucien Poignant. Par la suite, sous son nom de femme mariée, elle deviendra peintre à son tour et évoquera leur vie de couple à Chambéry dans un livre de souvenirs, Du couteau à la plume. Il meurt précocement, de maladie, à l'âge de 36 ans. Une oraison funèbre est prononcée par le peintre savoyard Francis Cariffa. Quelques jours plus tard à Chambéry, le compositeur classique Ernest Luguet interprète au piano en son honneur l'œuvre Le Tombeau de Poignant qu'il lui a dédiée. En 2024, le concertiste international Pascal Gallet enregistre enfin l'oeuvre dans un disque consacré à Ernest Luguet et édité par Maguelone.

## Carrière artistique
Encouragé par son frère Roger Poignant et surtout par son professeur de dessin au lycée, Marcel Mergier mais autodidacte, il se lance très tôt dans la carrière de peintre. Il expose, à 19 ans, ses premières toiles à Saint-Étienne. Cette première est un succès et il continuera à exposer très régulièrement dans cette ville, mais aussi à Chambéry (galerie Janin), et dans de nombreuses villes françaises : Annonay, Lyon, Lille, Marseille, Nancy, Paris, Reims, Rouen, et Strasbourg. Il exposera également à l’étranger, en Suisse, mais aussi à Bruxelles, à Londres, et même à Sydney.
En début de carrière, il est membre de l'Union artistique de Chambéry, qu'il quitte ensuite pour la Société des Beaux Arts de Chambéry. Il devient sociétaire des artistes français en 1938 en présentant le tableau intitulé Le Lac de Montriond.

## Œuvres
Il s'est essentiellement consacré à la peinture aux environs de Chambéry ainsi que par la suite à la montagne en représentant les paysages et les sommets du Dauphiné, de la Maurienne, et du massif de Chamonix ainsi qu'à Pralognan. Il est également cité parmi les peintres du lac du Bourget. Il peint au couteau, technique que lui a enseigné Joseph-Victor Communal.
Son tableau Le lac de Montriond lui permet d'entrer à la Société des artistes français en 1938.
Il a peint aussi la Corse et le Maroc (Fès, Rabat...).
C'est un peintre prolifique ; bien que sa carrière fut écourtée (17 ans) par une mort précoce, on estime qu'il a peint plus de 2 500 toiles.
Deux expositions rétrospectives de son œuvre ont eu lieu en Savoie, la première organisée à Aix-les-Bains en 1995 réunissant 90 tableaux et la deuxième à Chambéry en 2005 à l'occasion du centenaire de sa naissance avec 28 peintures.
Ses tableaux sont exposés au Musée des beaux-arts de Chambéry.